# Marsac-en-Livradois
Marsac-en-Livradois è un comune francese di 1 494 abitanti situato nel dipartimento del Puy-de-Dôme nella regione dell'Alvernia-Rodano-Alpi.

## Società

### Evoluzione demografica
Abitanti censiti